# Висоцька публічно-шкільна бібліотека
В 1947 році  в с.Висоцьк було відкрито хату-читальню.
У 1952 році відкрила двері Масова бібліотека, а в 1961 – дитяча. Першими завідувачами були Самко Галина Федорівна та Гром Параска Давидівна.
В 1985 році бібліотеку перенесено з приміщення по вулиці Наливайка в приміщення про вулиці С. Малька  де і зараз знаходиться.
Бібліотека неодноразово нагороджувалась почесними грамотами. При бібліотеці працював у 80-х роках клуб Ветеранів. Вже більше 10 рів в дитячому відділі функціонує ляльковий театр.
З 01.04.2000 року завідувачкою бібліотеки працює Степанюк Марія Василівна.
В 2002 році відбулася реорганізація бібліотечної мережі, внаслідок якої публічні і шкільні бібліотеки об’єдналися в єдину централізовану систему публічно шкільних бібліотек, в 2012 році публічно-шкільна бібліотека відкрила музейну експозицію.
Історико-меморіальна  музейна експозиція  «Сторінки живої пам’яті Висоцька»
Офіційне відкриття -  15 травня 2012 року
Дана експозиція включає в себе 3 розділи:
```
   - Історія рідного  краю з давніх-давен
```

```
   - Трагедія євреїв в часи другої світової війни, що проживали в містечку  Висоцьк
```

```
 - Життя та творчість українського сатирика-байкаря, члена спілки письменників України Петра Красюка
```

Налічує – 200 музейних експонатів.
```
 Ведеться облік та реєстр музейних предметів
```

```
                                                      Планується та проводиться екскурсійна діяльність ,
```

```
                                                      станом на 1.05.2014 р. проведено 5 екскурсій з гостями  та жителями села. Місце розташування публічно-шкільної бібліотеки з музейною експозицією: 34111, с.Висоцьк, вул.Малька,4, Дубровицький р-н,, Рівненська обл..
```

15  травня 2012 року відзначилось для жителів села Висоцьк  цікавою подією, адже саме в цей день у Висоцькій  публічно-шкільній  бібліотеці в 10.00 год. відбулося  відкриття музейної експозиції «Сторінки живої пам’яті Висоцька» , присутніми на заході були - громада села, учні школи, гості з сусідніх сіл, працівники районної бібліотеки.
Про експозиційний  розділ «Історія рідного краю з давніх-давен» розповіла бібліотекар Висоцької бібліотеки Малько Марія Василівна. Як у велике море впадають тисячі струмків, річок, так і культуру, історію народу, нації формують традиції, обряди, звичаї сіл, селищ, міст про які розповіла бібліотекар. Висоцьк - земля цінних і благодатних надбань, мешканці його - славні хлібороби, творчі та гостинні люди, які з дня в день, з року в рік сумлінно працюють над утіленням різноманітних ідей і задумів.  Село завжди славилось  народними умільцями, які упродовж віків своїми талантами й витворами прославляли його далеко за межами.
Другий розділ експозиції  «Трагедія євреїв в часи другої світової війни, що проживали в містечку Висоцьк» представив місцевий краєзнавець Григорій Яцута, що розповів про експозицію, яка охоплює період окупації містечка (тоді Висоцьк був містечком) німецько-фашистськими загарбниками.
Після загарбання Полісся фашисти одразу почали знищення євреїв. Так, в перші місяці окупації вони розстріляли все чоловіче населення євреїв м. Давид-Городка сусідньої Білорусії, а жінок і дітей вигнали з міста. Багато цих сімей поїхали до своїх родичів у містечко Висоцьк.  На той час фашисти вже збудували гетто в межах єврейського містечка. Зганяли єврейські сім’ї з сусідніх сіл до вересня 1942 року і тримали їх в’язнів.
Напередодні 9 вересня 1942 року німецькі поліцаї посилили охорону, а з самого ранку цього страшного дня почали виганяти всіх євреїв, обшукуючи кожен будинок. Вигнали всіх на площу містечка (тепер вулиця Містечкова біля школи). Було зігнано близько двох тисяч чоловік. Людей поставили на колінна і провели ретельний обшук. Потім сформували три колони.
Під посиленою поліцейською охороною першу колону в’язнів погнали вулицею Підвисоцького  до місця розстрілу. На південній околиці міста над річкою Горинь заздалегідь була викопана глибока яма для розстрілу і захоронення приречених. Це місце посилено охоронялося німцями. Зі страшною педантичністю роздягали нещасних, заводили до ями, примушували лягати і вбивали пострілом у голову.
Другу групу вели цим же маршрутом. Проте люди знали вже, що ідуть на смерть, і почали розбігатися  в двори, городи, в поле, через річку. Вдалося втекти євреям  Перелю, Хазанчуку  та ще двом чоловікам через річку Горинь…
Третю групу фашисти погнали Містечковою вулицею через  Борок, щоб не можна було втікати нещасним мученикам. Всього було знищено 1864 людей, в тому числі дітей, жінок, стариків. Зі страшної людиноненависницької гітлерівської волі раптово була знищена майже половина жителів Висоцька, їх багатовікова культура, побут, звичаї. Німими свідками про євреїв і сьогодні є їхні будинки в центрі Висоцька по віл. Б.Хмельницького, Поштовій, С.Наливайка, Містечковій. У результаті довготривалих пошуків вдалося встановити 120 сімей євреїв, які проживали у Висоцьку та 45 сімей біженців. Доторкнутися до колючого дроту фашистського гетто, відчувши себе очевидцем трагедії можна відвідавши музейну експозицію в бібліотеці.
Третій розділ музейної  експозиції  «Життя та творчість українського сатирика-байкаря, члена спілки письменників України Петра Красюка»  представила   дочка відомого байкаря  Клавдія Петрівна Красюк.
Більше піввіку жив у с.Висоцьк  Петро Харитонович Красюк. Від широкого Дніпра до Горині пролягла його життєва дорога, від нашого Поліського краю до столичного Києва і до всієї України, а також далеко за її межі простелився його творчий шлях. Народився він 1 січня 1924р. у селянській родині в с.Трахтемирів Канівського району Черкаської області. Після закінчення семирічки вчився у Переяслав-Хмельницькому педагогічному училищі, два курси якого встиг закінчити до війни. У 1943р. гітлерівці вивезли юнака на примусові роботи до Німеччини. Після війни завершив навчання і був направлений вчителем на Рівненщину.
Відтоді, з 1946р., почав працювати вчителем Висоцької середньої школи. У 1958р. заочно закінчив українське відділення філологічного факультету Рівненського державного педагогічного інституту. У цій школі працював усе життя. Уже з перших років учителювання, він почав публікувати свої твори у місцевій і обласній пресі. У 1957р. вийшла його перша збірка «Байки і гуморески». Згодом побачили світу книги «Яке коріння, таке й насіння», «Премійований Кіт», «Виграш – програшем», «Поголений їжак», «Сміття і Мітла». Перебував членом Національної спілки письменників України майже сорок років.
За своє активне життя видав два десятки книжок сатири і гумору, кілька з них вибраного. Його творчість відзначена преміями ім. Миколи Максися, ім. Валер'яна Поліщука, ім. Микити Годованця, а також Нобельської премії. Його твори часто з'являлися на сторінках рівненської газети «Вільне слово» (раніше «Червоний прапор»), постійним дописувачем якої він був більше 50 років. Друкувався патріарх сучасного українського гумору і сатири й у багатьох інших періодичних виданнях.
Його творчість має широкий розголос, а його ім'я стоїть в одному ряду з відомими творцями байки і сатирично-гумористичних творів в українській літературі: Степаном Олійником, Микитою Годованцем, Іваном Сварником, Олександром Ковінькою, Петром Сліпчуком та іншими майстрами дотепного слова.
Високо оцінена його творчість у багатьох рецензіях на його збірки, авторами яких, зокрема, є відомі літературознавці, критики і журналісти. Наш земляк впевнено продовжував кращі традиції українського гумору, творчо розвивав їх, його твори є взірцем вдалого втілення всюдисущих недоліків життя, народної мудрості, щоденних парадоксів. Творчість Петра Красюка добре знають в районі, її вивчають у школах.
Всіх бажаючих дізнатись про історію, етнографію, побут, звичаї села Висоцьк, про трагічні події  воєнних років (голокост, трагедію євреїв) запрошуємо до Висоцької публічно-шкільної бібліотеки з музейною експозицією, де бібліотекар Малько Марія Василівна   проведе цікаву екскурсію, яка не зможе залишити байдужим нікого з присутніх.